# Plankenfels
Plankenfels – miejscowość i gmina w Niemczech, w kraju związkowym Bawaria, w rejencji Górna Frankonia, w regionie Oberfranken-Ost, w powiecie Bayreuth, wchodzi w skład wspólnoty administracyjnej Hollfeld. Leży w Szwajcarii Frankońskiej, nad rzeką Wiesent.
Gmina położona jest ok. 20 km na południowy zachód od Bayreuth, ok. 32 km na wschód od Bamberga i ok. 52 km na północny wschód od Norymbergi.

## Dzielnice
W skład gminy wchodzą następujące dzielnice: 
| - Altneuwirtshaus - Eichenmühle - Kaupersberg - Meuschlitz - Neumühle - Neuwelt | - Plankenstein - Ringau - Scherleithen - Schrenkersberg - Schressendorf - Wadendorf |

## Demografia
| Rok  | Liczba mieszk. |
| ---- | -------------- |
| 1970 | 914            |
| 1987 | 798            |
| 2000 | 910            |
| 2006 | 886            |

## Polityka
Wójtem jest Luise Goldfuß. Rada gminy składa się z 9 członków:
|      | CSU | SPD |          | Związek Wyborczy Plankenfels | Razem |
| 2002 | 4   | 5   | 9 miejsc |                              |       |